# Xã Saratoga, Quận Winona, Minnesota
Xã Saratoga (tiếng Anh: Saratoga Township) là một xã thuộc quận Winona, tiểu bang Minnesota, Hoa Kỳ. Năm 2010, dân số của xã này là 618 người.